# Teolin (Podlachie)
Pour les articles homonymes, voir Teolin.
Teolin est une localité polonaise de la voïvodie de Podlachie et du powiat de Sokółka.